# Cirolana chaloti
Cirolana chaloti är en kräftdjursart som beskrevs av Eugène Louis Bouvier 1901. Cirolana chaloti ingår i släktet Cirolana och familjen Cirolanidae. Inga underarter finns listade i Catalogue of Life.